# Joaquim Videira
Joaquim Filipe Ferreira dos Santos Videira (Viseu, 12 gennaio 1984) è uno schermidore portoghese, specializzato nella spada. Ha vinto una medaglia d'argento ai Campionati mondiali di scherma.